# Kurt Drescher

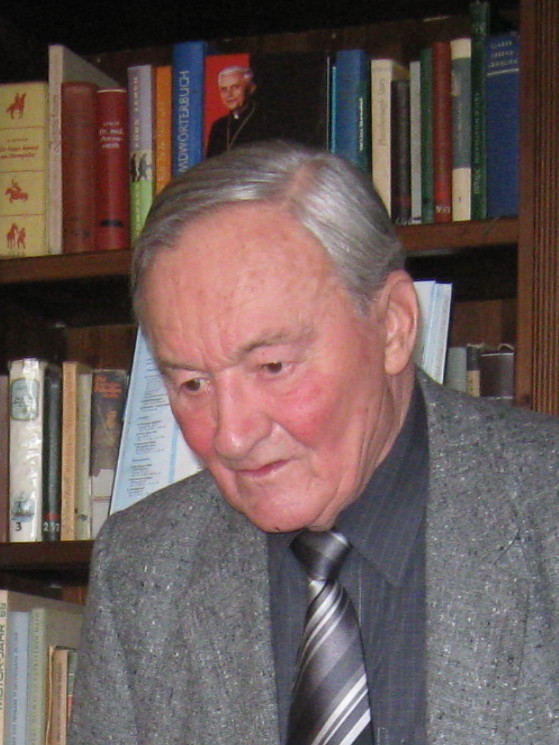
Kurt Drescher 2011

Kurt Walter Drescher (* 22. Dezember 1930 in Wittgendorf/Niederschlesien – heute in Polen; † 24. Februar 2023) war ein deutscher Physiker, Elektrotechniker und Hochschullehrer. Er hatte wesentlichen Anteil sowohl am Aufbau der Mikroelektronik in der DDR ab 1961 als auch an der Rettung der Sächsischen Mikroelektronikindustrie und deren bemerkenswerter Wiedereingliederung in das internationale Gefüge nach der Wende 1989.

## Leben und Werk
Nach dem Abitur 1950 an der Oberschule in Stollberg/Erzgeb. war Drescher bis zum Beginn seines Physikstudiums 1951 an der TH Dresden als Markscheider im Uranbergbau der Deutsch-Sowjetischen Aktiengesellschaft Wismut beschäftigt. 1956 schloss er sein Physikstudium mit einem Diplom ab. Im selben Jahr nahm er eine Assistentenstelle am Institut für Elektrochemie und Physikalische Chemie der TH Dresden unter Kurt Schwabe an.
Nach seiner Promotion zum Dr. rer. nat. 1962 wurde Drescher Abteilungsleiter der Abteilung M: Physikalische Messtechnik – BMSR-Technik in der Arbeitsstelle für Molekularelektronik in Dresden (AMD), geleitet von Werner Hartmann. Seit 1966 war er nebenamtlich als Dozent für Physikalische Elektronik und ab 1969 als Honorarprofessor für Technologie Elektronischer Bauelemente an der TH Karl-Marx-Stadt tätig.
Drescher verließ 1973 die AMD endgültig und nahm einen Ruf als ordentlicher Professor für Bauelementetechnologie der TH Karl-Marx-Stadt an. Dort gründete er 1979 das Technikum für Mikroelektronik, das er bis 1981 aufbaute und leitete.
Nach seiner Promotion zum Dr. sc. techn. (1991 in Dr.-Ing. habil. umgewandelt) wurde Drescher 1981 als ordentlicher Professor für Technologie Elektronischer Bauelemente der Sektion Elektroniktechnologie und Feingerätetechnik an der Fakultät Elektrotechnik der TU Dresden berufen. Ab 1992 bis zu seiner Emeritierung 1998 war er Professor für Halbleitertechnik und Direktor des Instituts für Halbleiter- und Mikrosystemtechnik. Nach der deutschen Wiedervereinigung engagierte sich Drescher stark für den Erhalt und Ausbau der Mikroelektronikforschung und -industrie in Sachsen, unter anderem im Branchenverein Silicon Saxony, dessen Gründungsmitglied und erster Vorstand er war.
Drescher betreute etwa 80 Dissertationen. Er ist beteiligt an 39 deutschen Patentanmeldungen sowie ca. 80 Auslandpatentanmeldungen.
Er starb im Februar 2023 im Alter von 92 Jahren und wurde auf dem Friedhof in Dresden-Bühlau beigesetzt.

## Auszeichnungen
- Banner der Arbeit der DDR im Mai 1969 für die Entwicklung von Diffusionsanlagen und deren Überleitung in die Produktion des DDR-Unternehmens VEB Elektromat Dresden
- Nationalpreis der DDR 1. Klasse für Wissenschaft und Technik im Oktober 1969 für die Entwicklung eines Photorepeaters sowie eines Waferprobers und deren Überleitung in die Produktion des VEB Carl Zeiss Jena (Photorepeater) und des VEB Elektromat Dresden (Waferprober)
- Verdienstorden des Freistaates Sachsen 2002[7] für seine Beiträge zur Entwicklung der Mikroelektronikregion Sachsen